# Davy
Davy – miasto w Stanach Zjednoczonych, w stanie Wirginia Zachodnia, w hrabstwie McDowell.